# Взрыв автобуса в Баллиголи
Взрыв автобуса в Баллиголи (англ. Ballygawley bus bombing, ирл. Buamáil Bhaile Uí Dhálaigh) — теракт, осуществлённый боевиками «временного» крыла Ирландской республиканской армии ночью 20 августа 1988 года недалеко от пригорода Карр, рядом с деревней Баллиголи в североирландском графстве Тирон. На воздух взлетел автобус с британскими солдатами, 8 человек погибло, 28 было ранено. После этого теракта Британская армия стала доставлять своих солдат в графство Тирон и эвакуировать их оттуда только вертолётами.

## Предыстория
Нападения «временного» крыла ИРА на патрули Британской армии, в том числе взрывы замаскированных мин и самодельных бомб, начались в 1970-е годы. Большая часть подобных диверсий совершалась в сельской местности, особенно в графстве Тирон, где действовала Восточно-Тиронская бригада ИРА, и южной части графства Арма (Южно-Арманская бригада ИРА). В августе 1979 года около Уорренпойнта в результате двух взрывов погибли 18 солдат, что стало самой крупномасштабной атакой ИРА на британские войска в Северной Ирландии за всю историю конфликта. В мае 1981 года был подорван БТР «Сарацин» около Бессбрука в графстве Арма, погибло пять солдат. В июле 1983 года на противотанковой мине у Баллиголи (графство Тирон) подорвалась бронемашина Британской армии, в результате погибло ещё 4 солдата. В декабре 1985 года в результате нападения в Баллиголи на казармы Королевской полиции Ольстера были убиты два офицера, а казармы взорваны. Наконец, в июне 1988 года в Лисберне в результате подрыва микроавтобуса погибли шесть солдат, участвовавших в благотворительном марафоне.

## Нападение
В ночь с 19 на 20 августа 1988 года автобус с 52 местами и без опознавательных знаков отправился с базы ВВС Элдергроув на военную базу около города Ома, в автобусе находились 36 солдат Лёгкого пехотного полка. Все военнослужащие к тому моменту отслужили полтора года из полагавшихся им двух лет службы в Северной Ирландии и возвращались на базу после небольшого отпуска.
Около 0:30 по местному времени, когда автобус ехал по главной дороге из города Баллиголи в сторону Ома, боевики ИРА с помощью пульта управления дистанционно взорвали бомбу мощностью 91 кг в эквиваленте семтекса. Согласно показаниям полиции, бомбу установили в автобус и подорвали с расстояния около 300 м. В результате взрыва автобус опрокинулся и пролетел 30 метров вниз по дороге. Находившихся в нём людей выбросило ударной волной, разбросав буквально по полю. На месте взрыва образовался кратер глубиной 1,8 м, а останки тел и куски искорёженного метала разбросало по всей округе. Свидетели находили трупы солдат и выживших в результате взрыва не только в поле, но и в обломках автобуса. Некоторые из солдат попросту были контужены и бродили по окрестности, не осознавая случившегося. Одними из первых на место теракта прибыли ольстерские лоялисты из Протестантского оркестра мальчиков, возвращавшиеся автобусом с парада в Портадауне.
Жертвами стали 8 человек:
- Джейсон Бёрфитт (19 лет)
- Ричард Гринер (21 год)
- Марк Норсуорси (18 лет)
- Стивен Уилкинсон (18 лет)
- Джейсон Уинтер (19 лет)
- Блэр Бишоп (19 лет)
- Александр Льюис (18 лет)
- Питер Баллок (21 год)

С момента засады у Уорренпойнта в 1979 году это было крупнейшее по числу жертв со стороны британцев нападение ИРА. Воспоминания одного из выживших опубликовал Кен Уортон в книге «Долгая-предолгая война: Голоса Британской армии в Северной Ирландии, 1969—1998» (A Long Long War: Voices from the British Army in Northern Ireland, 1969–98).
Расследование показало, что дорогой, где был совершён теракт, военные предпочитали не пользоваться в связи с угрозой терактов со стороны ирландских повстанцев. Водитель автобуса, также служивший в армии, объяснил, что его ввели в заблуждение поставленные кем-то знаки дорожного движения, из-за которых он и выехал на дорогу. Следствие установило, что знаки не были установлены на дороге ни полицией, ни дорожными службами, однако ИРА также опровергла обвинения в установке знаков и заявила, что военные автобусы постоянно проезжали по этой дороге. Мать одного из погибших обвинила британских военных в сокрытии истинных обстоятельств случившегося.

## Последствия
Ответственность официально взяла на себя Ирландская республиканская армия, а именно её «временное крыло». Исполнителями была названа Восточно-Тиронская бригада, а повстанцы заявили, что не сложат оружие до тех пор, пока британские войска не будут выведены из Северной Ирландии. Службы безопасности заподозрили, что некий информатор мог выдать повстанцам маршрут автобуса и время прохождения контрольных точек. После этого британские войска приняли решение доставлять подкрепления в Восточный Тирон и выводить оттуда войска только на вертолётах, чтобы избежать повторения случившейся трагедии.
Государственный секретарь Северной Ирландии барон Том Кинг предположил, что взрывчатка попала к повстанцам из Ливии, и вынес на рассмотрение вопрос о проведении массовых обысков в Северной Ирландии наподобие тем, что были проведены в 1971 году. Именно поставку оружия и взрывчатки из Ливии объяснили основной причиной успехов ИРА во время вооружённой кампании против Британской армии, в том числе и причиной того, почему взрыв автобуса в Баллиголи не удалось предотвратить.
Британская разведка вскоре сообщила, что установила личности трёх человек, причастных ко взрыву: братья Джерард (29 лет) и Мартин Харт (21 год), Брайан «Бард» Маллин (26 лет). 30 августа 1988 года Особая воздушная служба в Драмнакилли в Восточном Тироне провела спецоперацию и уничтожила всех троих, что стало поводом для создания ирландскими националистами песни в память о троих погибших — «Ambush at Drumnakilly». Через два месяца после теракта с целью прекращения антибританской пропаганды со стороны «Шинн Фейн» британское правительство ввело полный запрет на выступление ирландсских националистов в СМИ.